# Radimovice u Želče
Radimovice u Želče là một làng thuộc huyện Tábor, vùng Jihočeský, Cộng hòa Séc.